# Синдик
Си́ндик (др.-греч. σύνδικος) — название ряда исторических и современных должностей.
Например Си́ндик (м.) стряпчий или прокурор, в Балтийских губерниях России, блюститель закона, а в древней Греции защитник на суде, и на начало XX столетия, сведущий в законах представитель общины, корпорации и тому подобное.

## История

### Древняя Греция
Синдик (др.-греч. σύνδικος или синегор συνήγορος) — защитник на суде у древних греков. Синдиками назывались также в Древних Афинах после изгнания 30 тиранов должностные лица, составлявшие особый орган для рассмотрения вопросов о передаче конфискованного имущества частному лицу или государству, предъявлявшему своё право на получение такого имущества или его части.

### Средние века и Новое время
В средневековой Западной Европе синдиком мог называться выборный глава (старшина) или член совета какой-либо корпорации — гильдии, цеха (цеховой старшина), университета и других.
В Новое время синдиком стали называть должностное лицо, ведущее судебные дела какого-нибудь организации, общины или государства. Так существовали городские синдики, синдики учреждения, союза, акционерного общества и т. д.
В Пруссии коронные синдики — лица, которые по предложению короля давали свои заключения по сомнительным государственно-правовым вопросам. Они назначались королём из числа известных юристов и по закону 1883 года состояли членами палаты господ.
На окончание XIX и начало XX столетий республика Андорра управлялась выборным синдиком и генеральным советом, в котором заседали 24 (25) члена, избираемых на четыре года, по четыре представителя от каждой общины. Президентом совета является старший синдик, имеющий помощника, оба они избираются генеральным советом на четыре года. Исполнительная власть и заведование внешними сношениями были возложены на старшего синдика.

### Российская империя
Юридическая должность в Прибалтийском крае.
Административная должность, существовавшая в Императорских университетах Российской империи в период 1804—1863 годов. Занимался вопросами судопроизводства в университете. В задачу синдика входила подготовка решений университетского суда в соответствии с нормами университетских уставов и государственными законами. Делегировался от университета в качестве депутата в присутственные места при рассмотрении дел, связанных с университетом. По Уставу 1804 года избирался Советом университета из числа профессоров-юристов, вместе с ректором и деканами входил в Правление университета с правом совещательного голоса. По Уставу 1835 года синдик назначался попечителем из чиновников, имеющих учёные степени по юридическому факультету, и утверждался министром народного просвещения, осуществлял контроль за ходом дел в канцелярии Совета университета и управлял канцелярией Правления, наблюдал за законным осуществлением дел в университете. В случае несогласия синдика с позицией Совета по юридическим вопросам имел право напрямую обратиться к министру народного просвещения. Должность синдика давала право на чин 8-го класса.

## Современность
В некоторых странах синдик — глава городского или общинного местного самоуправления (муниципалитета), мэр. Выступает в роли исполнительного органа муниципального совета. Есть в ряде городов Франции, Италии, во французских кантонах Швейцарии, в Мексике. Заместитель мэра в Италии может называться вице-синдик, глава городского округа — просиндик.
В ряде стран Запада выборный руководитель или управляющий делами какой-либо организации, корпорации, учреждений, университета, например, синдик корпорации нотариусов во Франции.
В ряде стран Запада представитель, уполномоченный на ведение судебных дел какой-либо организации, корпорации, учреждения.